# Тутело
Тутело (англ. Tutelo) — племя североамериканских индейцев сиуанской языковой группы, к моменту прихода европейцев проживало на территории современных американских штатов Виргиния и Западная Виргиния. К 1740 году тутело в основном покинули свою традиционную территорию и мигрировали на север в район земель ирокезов. В 1753 году остатки племени поселились среди кайюга на севере провинции Нью-Йорк. Позднее, их потомки, вместе с другими ирокезами, мигрировали в Канаду.

## История
Впервые тутело столкнулись с европейцами в 1671 году в своей деревне, которая располагалась близ современного города Сейлем и позднее стала известна англичанам как Тутеро-Таун. Их поселение посетили англичане Роберт Фаллам и Томас Баттс. В течение этого периода племя вело постоянную войну с Поухатанской конфедерацией, кроме того, на него постоянно нападали проходящие с севера ирокезы. Несколько лет спустя тутело покинули свою территорию и присоединились к сапони. Оба племени поселились на землях родственных окканичи, на островах, расположенных там, где реки Дэн и Стонтон сливаются, превращаясь в реку Роанок.
В 1701 году английский исследователь Джон Лоусон обнаружил их деревню в верховьях реки Ядкин в Северной Каролине. После 1714 года сапони и тутело, совместно известные как нахиссаны, проживали в округе Брансуик в форте Кристанна, недалеко от границы с Северной Каролиной. После подписания в 1722 году договора в Олбани ирокезы прекратили свои нападения на тутело. В 1730-х годах племя переселилось на север в поселение Шамокин в Пенсильвании. Лидеры тутело обратились к вождю онайда Шикеллами, жена которого принадлежала к их племени, с просьбой предоставить защиту и разрешить жить вместе с племенами конфедерации ирокезов. После 1753 года кайюга официально согласились принять тутело, которые стали жить на восточном берегу озера Кайюга, примерно в 4 км от южной оконечности озера и недалеко от современного города Итака.
Тутело назвали свою деревню Кореоргонел и жили рядом с кайюга, пока их поселение не было разрушено во время Экспедиции Салливана. Они отправились вместе с ирокезами в Канаду, где британцы предложили им землю. Территория, предоставленная ирокезам, ставшая впоследствии резервацией Сикс-Нейшенс, находилась вблизи важных канадских военных постов и располагалась вдоль границы, чтобы предотвратить любое американское вторжение. В 1785 году в Сикс-Нейшенс проживали 75 тутело. Они продолжали жить среди кайюга и в конечном итоге были поглощены ими посредством смешанных браков. Последний известный чистокровный носитель языка тутело, Никонха или Старый Комар, умер в 1870 году в возрасте 105 лет. Он предоставил обширный лингвистический материал учёному Хорейшо Хейлу, который подтвердил, что язык племени относится к сиуанской группе языков. Последний свободно говорящий на языке тутело, Джон Ки, умер 23 марта 1898 года в возрасте 78 лет.